# Ricardell
Ricardell – miejscowość w Hiszpanii, w Katalonii, w prowincji Girona, w comarce Alt Empordà, w gminie Darnius.
Według danych INE z 2005 roku miejscowość zamieszkiwało 11 osób.